# Candelariella kuusamoensis
Candelariella kuusamoensis är en lavart som beskrevs av Räsänen. Candelariella kuusamoensis ingår i släktet Candelariella och familjen Candelariaceae.   Inga underarter finns listade i Catalogue of Life.